# Paranacoleia lophophoralis
Paranacoleia lophophoralis är en fjärilsart som beskrevs av George Francis Hampson 1912. Paranacoleia lophophoralis ingår i släktet Paranacoleia och familjen Crambidae. Inga underarter finns listade i Catalogue of Life.